# Sur l'âme (Chrysippe)
Sur l'âme est un traité perdu du philosophe de l'ancien stoïcisme Chrysippe de Soles, en au moins deux livres. Un résumé et de large extraits du premier livre ont été transmis à la critique moderne par Galien. De fait, comme le note Richard Dufour « Le traité Sur l'âme de Chrysippe est le seul pour lequel nous possédons des fragments aussi nombreux et aussi étendus ». De ce fait, de nombreuses reconstitutions ont été entreprises. 

## Style
Ce traité donne une idée du style assez laborieux de Chrysippe qui répète souvent la même chose (il parle trois fois de la voix, deux fois des nerfs…), repose plusieurs fois les mêmes problèmes en donnant des solutions différentes, et use de nombreuses citations (rien que dans les fragments conservés il cite une dizaine de fois Homère). La conclusion du premier livre, à ce titre, est éloquente : « Les gens diront peut-être que ces propos ne sont que des radotages de vieilles femmes et peut-être aussi d'un professeur de lettre qui désire classer autant de vers que possible sous la même pensée ». À la décharge de Chrysippe, il faut admettre que Sur l'âme n'est sans doute pas sa meilleure œuvre. Si Galien fait un aussi long résumé de ce traité, auquel Chrysippe lui-même devait accorder peu d'importance, c'est uniquement en vue de critiquer le stoïcisme.

## Contenu du traité
Le médecin et philosophe Galien a abondamment cité cette œuvre de Chrysippe dans les livres 2 et 3 de son traité "Des doctrines d'Hippocrate et de Platon », où il polémique contre Chrysippe. En conséquence, ce traité fait partie des rares dont nous avons conservé suffisamment de fragments pour autoriser des tentatives de reconstruction. C'est ce qu'a fait von Arnim qui, dans son recueil des fragments des anciens stoïciens a imprimé les fragments du traité Sur l'âme en continu, dans une seule section. D'autres reconstructions ont été tentées depuis,.
Le traité envisageait probablement la question de l'âme dans une perspective exclusivement physique.
La première moitié du premier livre concernait la question de la substance de l’âme. Nous savons que Chrysippe définissait celle-ci comme « Un souffle qui nous est connaturel » ; dans cette première partie, il devait donc argumenter que l’âme était corporelle et non immatérielle. Au cours de la seconde moitié du premier livre, il s’interrogeait sur la localisation de l'âme dans le corps, et concluait qu’elle se situait au niveau du cœur. Nous avons une idée plutôt précise des arguments qu’il utilisait pour démontrer ceci (puisque c’est sur cette thèse que se concentrent les critiques, et donc les citations, de Galien) ; nous savons par exemple qu’il avait recours à l’étymologie, à l’interprétation de certains gestes courants (comme l’habitude de se frapper la poitrine en situation de deuil), ou encore à des expressions courantes et aux citations de poètes tels qu’Homère ou Hésiode.
Le second livre a laissé bien moins de citations. Le seul indice certain sur son contenu est que Chrysippe y discutait la distinction entre une illusion et une hallucination (Diogène Laërce, Vies et Doctrines des philosophes illustres, 7, 50). J.-B. Gourinat, en s’appuyant sur des parallèles avec d’autres textes, suggère que ce livre devait aborder la physiologie de l’âme, en suivant une division de celle-ci en huit parties : les cinq sens, la partie reproductrice, la voix, et l’ »hégémonique » ou partie centrale, dominante.

## L'analyse d'Hésiode
La partie la plus intéressante de l'ouvrage pour prendre conscience de la méthode chrysippéenne est peut-être une longue analyse d'un mythe d'Hésiode. Chrysippe qui défend l'idée que l'âme siège dans le cœur de l'homme répond à ses opposants pour qui l'âme siège dans la tête. Ces derniers prennent en effet comme argument le mythe de la naissance d'Athéna, tel qu'il est relaté dans la Théogonie d'Hésiode. Selon Hésiode, en effet, Athéna qui symbolise la sagesse est née de la tête de Zeus et non de son cœur. Chrysippe commente en conséquence la Théogonie d'Hésiode (ou plus exactement une pseudo-Théogonie car le texte donné par Galien ne correspond pas à celui retenu par la critique moderne). Son commentaire se caractérisant par sa propension à la scolastique (il discute chaque terme et expression). Il vient probablement — car son propos n'est pas très clair — à la thèse suivante : la Prudence et la sagesse symbolisés par Athéna sont des arts ; en tant qu'art ils sont communiqués par le logos ; le lieu du logos étant la bouche, qui se trouve dans la tête, il est normal qu'Athéna sorte de la tête de Zeus.